# Blacha stalowa
Blacha stalowa – typ pokrycia dachowego, charakteryzujący się stosunkowo niską ceną i szeroką dostępnością na rynku. Średnia trwałość blachy stalowej wynosi od 40 do 70 lat, co zależy od warunków eksploatacji oraz jakości zastosowanej powłoki antykorozyjnej. Blachy stalowe można montować przy użyciu różnych technik, najczęściej poprzez łączenie na rąbek stojący lub leżący. Alternatywne metody mocowania obejmują użycie śrub lub specjalnych haków.

## Zabezpieczenie antykorozyjne
Pokrycie stalowe wymaga zastosowania warstwy antykorozyjnej, takiej jak cynkowanie galwaniczne lub malowanie proszkowe, co zabezpiecza materiał przed korozją. Często stosuje się również powłoki z plastisolu lub PVDF, które poprawiają odporność na uszkodzenia mechaniczne i warunki atmosferyczne.

## Właściwości i zastosowanie
Blacha stalowa jest materiałem lekkim, co ułatwia montaż. Typowa masa pokrycia z blachy stalowej oscyluje w granicach 5-10 kg/m2, a grubość blachy używanej na dachy wynosi od 0,5 mm do 1,2 mm.

## Wygląd i trwałość
Blacha stalowa po pewnym czasie użytkowania może tracić pierwotne właściwości estetyczne, ale dzięki zastosowaniu odpowiednich powłok, jej żywotność może być znacznie wydłużona bez konieczności regularnej konserwacji. Materiał ten jest również dostępny w różnorodnych kolorach i wzorach, co pozwala dostosować wygląd dachu do indywidualnych preferencji.

## Inne zastosowania
Blacha stalowa znajduje również zastosowanie w produkcji systemów rynnowych klasycznych i podwieszanych, oraz innych elementów budowlanych, w tym dekoracyjnych. Ponadto jest wykorzystywana w ścianach osłonowych, a także w produkcji drzwi, okien, i obudów urządzeń przemysłowych.